# Le Cheval majeur
Le Cheval majeur est une sculpture de l'artiste autodidacte français Raymond Duchamp-Villon, réalisée en 1914.

## Historique
Raymond Duchamp-Villon réalise tout d'abord des ébauches de statues équestres pour son projet de la Maison cubiste. Il poursuit ce projet en s'inspirant des parties de polo qu'il voit à Bagatelle. Le musée des beaux-arts de Rouen expose les différentes étapes de cette sculpture. Elles aboutissent à une petite version en plâtre du Cheval majeur en 1914 destinée au Salon d'automne de la même année, l'original se trouvant au musée de Grenoble. Il meurt avant de pouvoir réaliser le bronze à la taille qu'il désire. Ces exemplaires sont coulés entre 1930 et 1931 par les frères de l'artiste, Jacques Villon et Marcel Duchamp.

## Statue équestre
Duchamp-Villon s'empare d'un thème classique de l'art, la représentation du cheval, mais le renouvelle. Membre actif du groupe de Puteaux et s'intéressant aux mouvements de son temps, l'artiste cherche à créer une œuvre qui mélange cubisme et futurisme. En effet, le cavalier est abandonné pour se concentrer sur la décomposition des facettes du cheval. Le mouvement du cheval est simplifié et représenté par des formes géométriques et des courbes. Il s'inscrit dans la continuité des travaux d'Edweard Muybridge. On retrouve également des tendances futuristes dans l'idée d'un animal représenté comme une machine qui symbolise la vitesse et la force, valeurs prônées par ce mouvement italien notamment dans le Manifeste du futurisme. 

## La machine
Depuis le début de la Révolution industrielle, beaucoup d'artistes prennent la machine comme sujet de leurs œuvres. En 1913, Duchamp-Villon écrit à Walter Pach : « La puissance de la machine s’impose et nous ne concevons plus guère les vivants sans elle, nous sommes émus d’une manière étrange par le frôlement rapide des êtres et des choses et nous nous habituons, sans le savoir, à percevoir les forces des uns à travers les forces asservies par eux. De là à prendre une opinion de la vie, telle qu’elle ne nous apparaisse plus que sous la forme de dynamisme supérieur, il n’y a qu’un pas vite franchi ». Le titre de son oeuvre Cheval majeur fait référence au cheval-vapeur, l'unité de puissance pour les moyens de locomotion.  Il fait un parallèle entre le mouvement d'un être vivant et celui d'une machine. Les formes de la sculpture qui peuvent évoquer des bielles, poulies ou essieux rappellent également cela. 